# Digera
Digera là chi thực vật có hoa trong họ Amaranthaceae.